# Taiye Selasi
Taiye Selasi, född 1979 i London, är en brittisk författare.
Taiye Selasi föddes i London med nigerianskt och ghananskt ursprung. Hon växte upp i Boston i Massachusetts och studerade vid bland annat Yale University. Hon var tidigare bosatt i New York och bor numera i Rom. 
Med Toni Morrison som mentor har hon skrivit flera uppmärksammade texter och romandebuterade 2013 med Ghana Must Go. Boken kom ut i svensk översättning av Ing-Britt Björklund 2013 med titeln Komma och gå. I essän Bye-Bye Babar (Or: What is an Afropolitan?) myntade hon begreppet Afropolitan, vilket är en person med rötter i Afrika som har en global syn på omvärlden och en stark vilja till förändring på den afrikanska kontinenten.